# (14014) Münchhausen
(14014) Munchhausen, désignation internationale (14014) Münchhausen, est un astéroïde de la ceinture principale.

## Description
(14014) Munchhausen est un astéroïde de la ceinture principale. Il fut découvert le 14 janvier 1994 à Tautenburg par Freimut Börngen. Il fut nommé en honneur de Baron de Münchhausen. Il présente une orbite caractérisée par un demi-grand axe de 3,06 UA, une excentricité de 0,07 et une inclinaison de 9,8° par rapport à l'écliptique.

## Compléments